# Bara (Eslováquia)
Bara (em húngaro: Bári) é um município da Eslováquia, situado no distrito de Trebišov, na região de Košice. Tem 6,25 km² de área e sua população em 2018 foi estimada em 288 habitantes.

## Demografia
| Ano:        | 1994 | 2004   | 2014    | 2024    |
| ----------- | ---- | ------ | ------- | ------- |
| Broj ljudi: | 348  | 349    | 301     | 267     |
| Razlika:    |      | +0,28% | -13,75% | -11,29% |

| Ano:               | 2023 | 2024   |
| ------------------ | ---- | ------ |
| Número de pessoas: | 271  | 267    |
| Diferença:         |      | -1,47% |